# Claude Roy (scriitor)
Claude Roy (n. 28 august 1915, Paris, Île-de-France, Franța – d. 13 decembrie 1997, Paris, Île-de-France, Franța) a fost un poet, jurnalist și scriitor francez.

## Biografie
Fiu al unui artist spaniol și al unei mame originare din Charentes, tânărul Claude, crescut la Jarnac, s-a împrietenit cu François Mitterrand, cu care a fost pentru o perioadă coleg de studii. Și-a început studiile superioare la Universitatea din Bordeaux, apoi a plecat la Paris în 1935 ca să se înscrie la facultatea de drept.
În ciuda diversității lecturilor sale din perioada studenției (Nietzsche, Spengler, Baudelaire, Malraux, Gide, Proust, Lenin), el a fost sedus de energia proiectului contrarevoluționar al militanților regaliști din federația Camelots du roi. Dimensiunea provocatoare a mișcării lui Charles Maurras i-a alimentat disprețul față de ordinea socială burgheză. Împreună cu alți tineri pasionați  de literatură și acțiuni radicale (Philippe Ariès, Raoul Girardet sau Pierre Boutang), el a scris în revista studenților din Action française, L'Étudiant français.
Împreună cu Pierre Bénouville, André Bettencourt și François Mitterrand, el a locuit în casa-internat a fraților mariști (situată pe rue de Vaugirard nr. 104 din Paris) și i-a frecventat pe șefii organizației La Cagoule fără a fi nevoie să adere în mod necesar la formațiunea de extrema dreapta. În același timp, el a publicat câteva nuvele în La Nouvelle Revue française și în La Revue du siècle, nuvele influențate de Giraudoux, precum și de Supervielle, Gide, Mauriac, Bernanos sau Malraux.
Aflat în relație cu Thierry Maulnier și Robert Brasillach, el a scris câteva articole, precum și critică literară în Je suis partout în 1937.

### Anii 1950
Claude Roy s-a manifestat, de asemenea, ca un analist profund al realităților din țările în care a călătorit. A publicat însemnări de călătorie din periplurile sale în Statele Unite ale Americii (Clefs pour l’Amériquea, 1947) și în China (Clefs pour la Chine, 1953). Dar, în 1956, intervenția sovietică în Ungaria l-a determinat să se rupă de linia politică a Partidului Comunist Francez (în contextul unei declarații semnate și de Jean-Paul Sartre și Roger Vailland).
Semnatar al unei petiții de protest care s-a înscris în mișcarea sartriană, el a început să colaboreze la France Observateur din 1957. Și-a exprimat acolo pozițiile antisovietice și opoziția împotriva războiului din Algeria și a torturii practicate în centrul Landy (octombrie 1957), fiind apropiat al ziarului France Observateur și al mișcărilor sartriană și creștină. Exclus definitiv din PCF în iunie 1958, el a cerut o mobilizare comunistă după alegerea ca președinte a generalului de Gaulle. A devenit astfel, ca și alți foști comuniști (François Furet, Serge Mallet), un jurnalist independent al France Obs.

### Anii 1960
Dar acest lucru nu l-a împiedicat să semneze Manifestul celor 121 pentru dreptul la nesupunere (1961). În ciuda fascinația lui pentru Sartre și a fostelor sale relații i cu Albert Camus, el nu a agreat noua formulă a revistei Observateur (august 1964) și abia în iunie 1966 a colaborat din nou. Colaborator regulat începând din februarie 1968, el a publicat articole despre literatură, cărti de științe umaniste și eseuri. Demonstrând o deschidere către gânditorii antitotalitari, el publică articole despre La Révolution introuvable de Raymond Aron (19 septembrie 1968) sau Primul cerc de Soljenițîn (18 noiembrie 1968).
Critic virulent al „maolatriei” promovate în cerurile germanofone, el nu a putut suferi „le hold-up” al Noii filozofii în chestiunea gulagului. Numindu-i pe partizanii acesteia din urmă ca „disc-jockeys de la pensée” (18 iulie 1977), el a denunțat mitul maoist în coloanele revistei Esprit.
În 1985, el a primit primul premiu Goncourt pentru poezie al Academiei Goncourt.

### Ultimii ani
Din 1983 până în anul morții sale, el a publicat șase volume de jurnal intim, operă de un gen unic, care îmbină reflecții, povestiri, note de călătorie, poezii și aforisme, și care acoperă anii 1977-1995. 
El a scris, de asemenea, eseuri, inclusiv poezii  (Le travail du poète și La conversation des poètes, ambele apărute în 1993).
A murit de cancer în 1997, la vârsta de optzeci și doi de ani.

### Familia
Claude Roy s-a căsătorit în 1958, cu actrița și dramaturga Loleh Bellon (1925-1999), ea însăși divorțată de Jorge Semprún, devenind astfel tatăl vitreg al lui Jaime Semprun (1947-2010). Loleh Bellon l-a iubit „d'un amour de diamant”, l-a îngrijit în cursul celor șaisprezece ani în care a suferit de cancer și i-a supraviețuit doar doi ani.

## Opera literară
- Défense de la littérature, idées, folio
- Moi je, Gallimard, 1969 ; Folio, 1978
- Nous, Gallimard, 1972 ; Folio, 1980
- Somme toute, Gallimard, 1976 ; Folio, 1982
- Permis de séjour, 1977-1982, Gallimard, 1983 ; Folio, 1987
- La Fleur du temps, 1983-1987, Gallimard, 1988 ; Folio, 1992
- L'Étonnement du voyageur, 1987-1989, Gallimard, 1990, premiul France Culture
- Le Rivage des jours, 1990-1991, Gallimard, 1992
- Les Rencontres des jours, 1992-1993, Gallimard, 1995 ; Folio, 1996
- Chemins croisés, 1994-1995, Gallimard, 1997

### Cărți documentare
- Clefs pour l’Amérique, Trois Collines, Paris-Genève, 1947
- Clefs pour la Chine, Gallimard, 1953
- Le Journal des voyages, Gallimard, 1960
- Tout Paris, fotografii de André Martin, Delpire Éditeur, Paris, 1964
- Sur la Chine, Gallimard, 1979
- La France de profil, La Guilde du Livre, 1952
- La Chine dans un miroir, La Guilde du Livre, 1952

### Critică literară
- Aragon, Seghers, 1945. Un essai. Coll. Poètes d'aujourd'hui, Nr. 2. 1951 : ediție revăzută și completată
- Lire Marivaux, La Baconnière, 1947
- Descriptions critiques, Gallimard, 1950
- Stendhal par lui-même, Collections Microcosme "Écrivains de toujours", Le Seuil, 1951
- Le Commerce des classiques, Gallimard, 1953
- L’Amour du théâtre, Gallimard, 1956
- Jeannie Dumesnil, Éditions Galerie Craven, Paris, 1959
- Zao Wou-ki, Le Musée de Poche, Éditions Georges Fall, Paris, 1957; Le Musée de Poche, 1970
- La Main heureuse, Gallimard, 1957
- La Vie de Victor Hugo racontée par lui-même, Julliard, 1958
- L’Homme en question, Gallimard, 1960
- Paul Klee, aux sources de la peinture, 1963
- Supervielle, Seghers, 1964
- Les Soleils du romantisme, Gallimard, 1974
- Jean Vilar, Calmann-Lévy, 1987

### Eseuri
- L’Amour de la peinture, Gallimard, 1955, Folio essais, 1987
- Arts fantastiques, Paris, Robert Delpire Éditeur, 1960
- Défense de la littérature, Gallimard, 1968
- Temps variable avec éclaircies, Gallimard, 1985
- Les Chercheurs de Dieu, Gallimard, 1981
- L’ami qui venait de l’an mil, Su Dongpo 1037-1101, Gallimard, 1993
- Le Travail du poète, Paroles d’Aube, 1993
- L'Art à la source, Gallimard, 1992
- La Conversation des poètes, Gallimard, 1993

### Romane
- La nuit est le manteau des pauvres, Gallimard, 1949
- À tort ou à raison, Gallimard, 1955
- Le Soleil sur la terre, Gallimard, 1956
- Le Malheur d’aimer, Gallimard, 1958, Folio, 1974
- Léone et les siens, Gallimard, 1963
- La Dérobée, Gallimard, 1968
- La Traversée du pont des arts (Întâlnirea de pe Podul Artelor), Gallimard, 1979, Folio, 1983
- L’Ami lointain, Gallimard, 1987, Folio, 1990

### Piese de teatru
- Le Chariot de terre cuite, Gallimard, 1969
- Gérard Philipe, în colaborare cu Anne Philippe, Gallimard, 1960
- 1972 : adaptare a scrierii Honni soit qui mal y pense de Peter Barnes, pusă în scenă de Stuart Burge la Théâtre de Paris

### Cărți pentru copii
- La Famille quatre cents coups, Club Français du livre, 1954
- Mères et Petits, (sub pseudonimul Fréderic Massy), Fotografii de Ylla, La Guilde du Livre/Clairefontaine, Lausanne, 1958
- Les machines à tout faire, Balland, 1973. (Ilustrată de Carelman)
- La Maison qui s’envole, Folio Junior, 1977
- C’est le Bouquet, Delpire, 1964, Folio Cadet, 1980
- Proverbes par tous les bouts, Gallimard Enfantimages, 1980
- Le chat qui parlait malgré lui, Folio Junior, 1982. (Ilustrată de Willi Glasauer)
- Les Animaux très sagaces, Folio Cadet, 1983
- Claude Roy un poète, Folio Junior en poésie, 1985
- Les Coups en dessous, Folio Cadet, 1987
- Désiré Bienvenu, Folio Junior, 1989

### Volume de poezie
Primele sale texte literare sunt poeziile publicate de Pierre Seghers în Poésie 40 și de Max-Pol Fouchet în Fontaine. 
- L'Enfance de l'Art, Alger 1942
- Clair comme le jour, 1943
- Aragon,1945
- Le bestiaire des amants,  1946
- La nuit est le manteau des pauvres, 1948
- Le Poète mineur, Gallimard, 1949 (recueil de l’œuvre poétique des dix années précédentes)
- L'Élegie des lieux communs, 1952
- La Chine dans un miroir, 1953
- Un seul poème, Gallimard, 1954
- Poésies, Poésie/Gallimard, 1953, prefață de Pierre Gardais și Jacques Roubaud,  contient des poèmes écrits entre 1939 et 1953, recueils :   Au sommeil la nuit, Erreur sur la personne, Les circonstances, Mourir, Clair comme le jour, Les animaux du dedans
- L'amour parle, 1953, anthologie chronologique du cœur selon les poètes français
- Jules Supervielle, 1964
- La Dérobée, 1968
- Enfantasques, poèmes et collages, Gallimard, 1974
- Nouvelles Enfantasques, poèmes et collages, Gallimard, 1978
- Sais-tu si nous sommes encore loin de la mer ? Gallimard, 1979, Poésie/Gallimard, 1983
- À la lisière du temps, Gallimard, 1984
- Le Voyage d’automne, Gallimard, 1987
- Le Noir de l’aube, Gallimard, 1990
- Le Voleur de poèmes : Chine, 250 poèmes dérobés du chinois, Mercure de France, 1991
- Les Pas du silence, urmat de Poèmes en amont, Gallimard, 1993
- Poèmes à pas de loup, 1992-1996, Gallimard, 1997
- Hommage à Jules Verne, Gallimard, 1970